# Тапіранга маскова
Тапіра́нга маскова (Ramphocelus nigrogularis) — вид горобцеподібних птахів родини саякових (Thraupidae). Мешкає в Амазонії. Найближчим родичем маскової тапіранги є червона тапріанга: ці два види розділилися приблизно 800 тисяч років тому.

## Опис

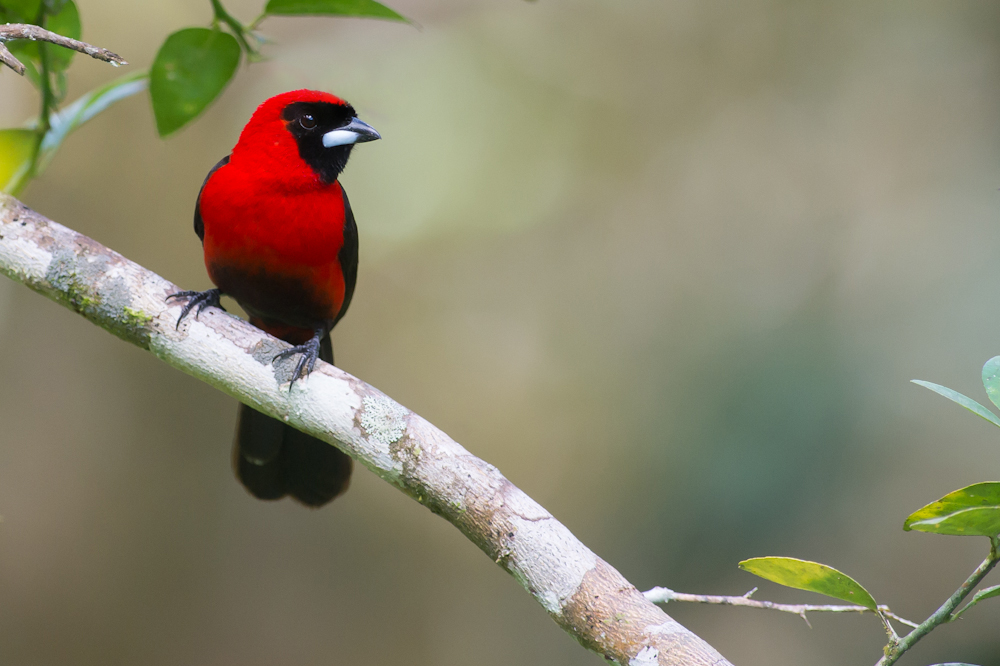
Маскова тапіранга

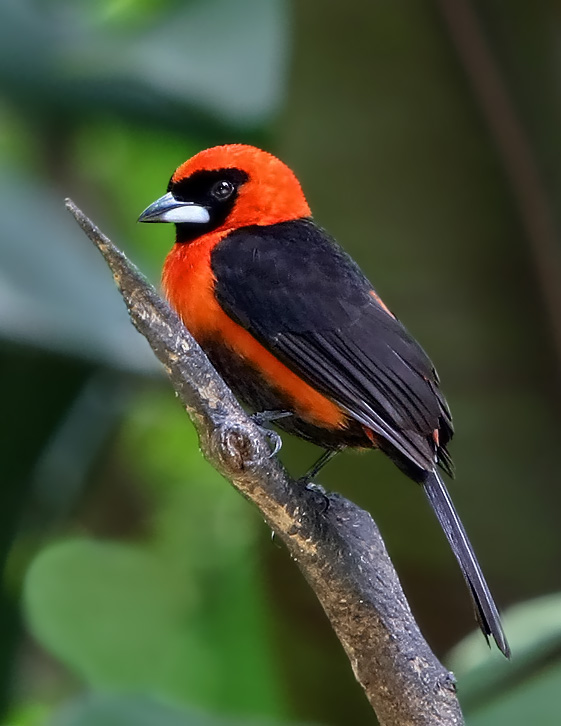
Маскова тапіранга

Довжина птаха становить 17-19 см, вага 27-36 г. У самців голова, шия, груди, живіт, боки і надхвістя яскраво-карміново-червоні, на обличчі чорна "маска", горло, спина, крила і хвіст вугільно-чорні. Райдужки червонувато-карі, дзьоб зверзу сірий, знизу білий з чорним кінчиком, лапи темно-сірі. Самиці мають дещо менш яскраве забарвлення, живіт у них коричнюватий.

## Поширення і екологія
Маскові тапіранги мешкають на сході і півдні Колумбії, в Еквадорі і Перу на схід від Анд, на півночі Болівії і в Бразильській Амазонії (на південь від Амазонки). Вони живуть у варзейських лісах (тропічних лісах у заплавах Амазонки і її притоків), на узліссях і в заростях на берегах річок, озер і боліт. Зустрічаються парами або сімейними зграйками до 10-12 птахів. на висоті до 600 м над рівнем моря. Іноді приєднуються до змішаних зграй птахів разом з пурпуровими тапірангами.
Маскові тапіранги живляться плодами, зокрема плодами гуаяви, аннони і пасифлорових, а також комахами і павуками, зокрема літаючими термітами. Гніздо чашоподібне, робиться з сухого листя і рослинних волокон. В кладці 2 блакитнуватих яйця, поцяткованих чорними плямками.